# Язичковий аерофон
Язичкові аерофони — це одна з категорій музичних інструментів, які містяться в системі класифікації музичних інструментів Горнбостеля-Сакса. Для створення звуку за допомогою цих аерофонів дихання гравця спрямоване на пластину або пару пластинок, які періодично переривають потік повітря та змушують повітря рухатися.
422 Язичкові аерофони
422.1 Інструменти з подвійним язичком - Має два язички, які б'ються один об інший.
422.11 (Одинарні) гобої.
422.111 З циліндричним отвором.
422.111.1 Без отворів для пальців.
422.111.2 З отворами для пальців.
- Дудук
- Пірі

422.112 З конічним отвором.
- Фагот
- Гне
- Гобой
  - Англійський ріжок
  - Гобой д'амур

- Сурма
- Шоломія
  - Поморт

- Тхепьонсо

422.12 Набори гобоїв.
422.121 З циліндричним отвором.
422.122 З конічним отвором.
422.2 Інструменти з одинарним язичком - Має один язичок, який функціонує як перкусійна ламела.
422.21 (Одинарні) кларнети.
422.211 З циліндричним отвором.
422.211.1 Без отворів для пальців.
422.211.2 З отворами для пальців.
- Альбока
- Аргул
- Шалюмо
- Кларнет (всі види):
  - Пікколо-кларнет
  - Сопрано-кларнет (включаючи мі-бемоль кларнет)
  - Басет-кларнет
  - Кларнет д'амур
  - Басетгорн
  - Альтовий кларнет
  - Бас-кларнет
  - Контраальтовий кларнет
  - Контрабасовий кларнет
  - Окто-контраальтовий кларнет
  - Окто-контрабасовий кларнет

- Діпліца
- Рогова трубка
- Пібгорн
- Саксофлет
- Сіпсі
- Ксафон (кишеньковий саксофон)
- Жалійка

422.212 З конічним отвором.
422.21.1 Без отворів для пальців
- Спенг (роздута версія)

422.21.2 З отворами для пальців
- Гекель-кларина
- Гекельфон-кларнет
- Октавін
- Саксофони (усі типи):
  - Сопрілло
  - Сопраніно саксофон
  - Сопрано саксофон
  - Мецо-сопрано саксофон
  - Альт саксофон
  - Тенор саксофон
  - Саксофон до мелодія
  - Баритон-саксофон
  - Бас-саксофон
  - Контрабас-саксофон
  - Субконтрабас-саксофон
  - Тубакс

- Сненг (варіант з гри збоку)
- Тараґот (після 1890)

422.22 Набори кларнетів
- Аулохром
- Подвійний кларнет
- Лаунеддас
- Міджвіз

422.3 Язичок вібрує у тісно прилеглій рамці. Якщо інструмент не має отворів для пальців, він класифікується як вільноязичковий аерофон типу 412.13.
422.31 Одинарні трубки з вільним язичком.
- Баву

422.32 Подвійні трубки з вільними язичками.
- Хулусі